# Strathaven
Strathaven (wymowaⓘ) – miasto w południowej Szkocji, w hrabstwie South Lanarkshire (historycznie w Lanarkshire), położone w dolinie rzeki Avon Water, nad strumieniem Powmillon Burn. W 2011 roku liczyło 7484 mieszkańców.
Miasto rozwinęło się wokół zamku, który istniał w tym miejscu od XII wieku. Obecna budowla, w ruinie, wzniesiona została w 1458 roku, a opuszczona w połowie XVIII wieku. W 1450 roku miasto otrzymało przywilej targowy. Począwszy od XVIII wieku miasto rozwinęło się jako ośrodek przemysłu włókienniczego, w tym tkactwa, dziewiarstwa i produkcji sztucznego jedwabiu. Od XIX wieku funkcjonował tutaj browar. W 1863 roku do miasta dotarła linia kolejowa, zamknięta w 1965 roku. Współcześnie miasto pełni głównie funkcję mieszkalną; miejscem zatrudnienia dla znacznej części populacji jest położone na północ miasto East Kilbride.